# Blue Sky Studios

Logo bis zum 2. Juli 2012

Blue Sky Studios war ein auf Computeranimation spezialisiertes Unternehmen, das zu 20th Century Fox Animation und damit seit März 2019 auch zur Walt Disney Company gehörte, die das Studio durch den Teilkauf von 21st Century Fox erworben hat. Es hatte sich, ähnlich den Pixar Animation Studios, auf animierte Kinofilme spezialisiert.
Die Firma wurde 1987 gegründet und hatte bis Januar 2009 ihren Sitz in New York City. Im Januar verlegte die Firma ihren Sitz nach Greenwich, Connecticut. Die Firma beschäftigte 2017 500 Mitarbeiter.
Im Februar 2021 gab Disney die Schließung des Studios bekannt.

## Filmografie
Blue Sky Studios hatte mit Ice Age, Robots und Ice Age 2 – Jetzt taut’s große Erfolge. Die Firma produzierte drei Kurzfilme, die für den Oscar in der Kategorie Bester animierter Kurzfilm nominiert wurden. Der Film Bunny (1998) hat den begehrten Preis gewonnen. Der zweite Kurzfilm war Scrats neue Abenteuer mit der Figur Scrat, aus den beiden Ice Age-Filmen. Er wurde 2003 für den Oscar nominiert, verlor aber. Der dritte Kurzfilm mit Scrat, Keine Zeit für Nüsse, wurde 2007 für den Oscar nominiert. Ice-Age Teil 3 kam Anfang Juli 2009 in die Kinos. Weitere Fortsetzungen der Reihe folgten.

### Animationsfilme
- 2002: Ice Age
- 2005: Robots
- 2006: Ice Age 2 – Jetzt taut’s (Ice Age: The Meltdown)
- 2008: Horton hört ein Hu! (Horton Hears a Who!)
- 2009: Ice Age 3 – Die Dinosaurier sind los (Ice Age: Dawn of the Dinosaurs)
- 2011: Rio
- 2012: Ice Age 4 – Voll verschoben (Ice Age: Continental Drift)
- 2013: Epic – Verborgenes Königreich (Epic)
- 2014: Rio 2 – Dschungelfieber (Rio 2)
- 2015: Die Peanuts – Der Film (The Peanuts Movie)
- 2016: Ice Age 5 – Kollision voraus! (Ice Age: Collision Course)
- 2017: Ferdinand – Geht STIERisch ab! (Ferdinand)
- 2019: Spione Undercover – Eine wilde Verwandlung (Spies in Disguise)
- 2022: Ice Age – Die Abenteuer von Buck Wild (Mitwirkung) (The Ice Age Adventures of Buck Wild)

### Kurzfilme
- 1998: Bunny
- 2003: Scrats neue Abenteuer (Gone Nutty)
- 2005: Tante Fannys Robot-Special (Aunt Fanny’s Tour of Booty)
- 2007: Keine Zeit für Nüsse (No Time for Nuts)
- 2008: Surviving Sid
- 2010: Voll abgedriftet (Scrat’s Continental Crack-Up)
- 2011: Voll abgedriftet, Teil 2 (Scrat’s Continental Crack-Up: Part 2)
- 2011: Ice Age – Eine coole Bescherung (Ice Age: A Mammoth Christmas)
- 2013: Umbrellacorn
- 2015: Scrat-Tastrophe im All (Cosmic Scrat-tastrophe)
- 2016: Scrat: Verpeilt im Weltall (Scrat: Spaced Out)
- 2016: Ice Age – Jäger der verlorenen Eier (Ice Age: The Great Egg-Scapade)

### Serien
- 2022: Ice Age: Scrats Abenteuer (Ice Age: Scrat Tales)

### Mitwirkung (Visual Effects)
- 1991: Nickelodeon (Blob ID)
- 1996: Joes Apartment – Das große Krabbeln (Die tanzenden, singenden Kakerlaken)
- 1997: Alien – Die Wiedergeburt (Die Aliens)
- 1997: Der Zauberwunsch (Zahlreiche Charaktere und Spezialeffekte)
- 1997: Mäusejagd (Mehrere Mäuse und Haushalts-Effekte)
- 1998: Star Trek: Der Aufstand (Die Aliens)
- 1999: Jesus’ Son (Heiliges Herz, „Flüssiges“ Glas und Schreiender-Wattebausch-Effekt)
- 1999: Fight Club (Der „rutschende Pinguin“)
- 1999: Die Sopranos (Der sprechende Fisch in der Episode „Ein Freund muss gehen“)
- 2000: Titan A.E. (3D-Animation: Kreation der neuen Welt in der „Genesis“-Endsequenz)
- 2006: Family Guy (Scrats Cameo in der Episode „Die Fette in meinem Bett“)